# Darrell Hammond
Darrell Hammond, född 8 oktober 1955 i Melbourne i Florida, är en amerikansk skådespelare, stå upp-komiker och imitatör. Han var med i ensemblen till Saturday Night Live mellan 1995 och 2009, vilket då var den längsta tid någon deltagit i denna serie. Numera innehas rekordet av Kenan Thompson. När Hammond slutade var han också vid 53 års ålder den äldste ensemble-medlemmen någonsin. Under sin tid med SNL imiterade han ett hundratal kändisar, med Bill Clinton bland de mest frekventa. 2014 tog han över som SNL:s presentatör efter Don Pardo som gått bort.
Hammond har talat öppet om missbruk av alkohol och kokain, övergrepp i barndomen och psykiska besvär, vilka pågick under hans tid med SNL.

## Filmografi i urval
- 1995–2009 – Saturday Night Live (TV-serie)
- 1996 – Dribblarna
- 1998 – Blues Brothers 2000
- 2003 – Agent Cody Banks
- 2003 – Scary Movie 3
- 2004 – En galen dag i New York
- 2007 – Epic Movie
- 2009 – Damages (TV-serie)
- 2013 – Scary Movie 5
- 2018 – The Last Sharknado: It's About Time